# Пивоваров Артем Володимирович
Пивоваров Артем Володимирович (нар. 28 червня 1991, Вовчанськ, Харківська область, Україна) — український співак, автор пісень, продюсер. Виконує авторську музику в стилі попу нової хвилі. Заслужений артист України (2025).

## Біографія
Народився 28 червня 1991 року в Вовчанську, Харківської області. У 12-річному віці вступив до музичної школи на клас гітари, покинув навчання, музичної освіти не має. Після 9 класів вступив до Вовчанського медичного коледжу, далі навчався у Національній академії міського господарства в Харкові, бакалавр з екології. У 2017 році переїхав до Києва.

## Музична кар'єра

### Ранні роки
З 2011 по 2012 рік був вокалістом харківського гурту Dance Party.Dance! Dance!, з якою записав альбом «Бог сделал бы погромче». У 2012 році під псевдонімом Art Rey були записані перші акустичні пісні.
1 квітня 2013 року вийшов альбом «Космос». Гастролював із цим альбомом країнами СНД, брав участь у фестивалях. На підтримку альбому були випущені відео «Родная» і «Легче».
Протягом 2014 року Пивоваров під власним ім'ям випускає 4 сингли, серед яких і перша україномовна пісня «Хвилини».

### 2015
Записані два дуети: «Выдыхай» з Андрієм Запорожцем і «Зачем» з Нервами, у серпні вийшов другий альбом «Океан» (Перший альбом з квінтології «Стихия»). У листопаді вийшов кліп на трек «Зависимы».

### 2016
На початку 2016 року вийшов спільний трек із репером Мот «Муссоны», який в перші години після релізу очолив рейтинг музичного чарту в iTunes, а кліп на цю пісню набрав 8 млн переглядів на YouTube.
27 квітня 2016 року Пивоваров представив кліп на пісню «Стихия». Режисером відео виступив Леонід Колосовський.
У грудні 2016 року пісня «Собирай меня» стала саундтреком серіалу «Готель Елеон», Пивоваров став саунд-продюсером сольного альбому Регіни Тодоренко «Fire».

### 2017
На початку 2017 року вийшла спільна пісня з репером Владі — «Меридианы», а в травні — мініальбом з Мішею Крупіним «Городские слухи».
10 лютого 2017 — вийшов третій альбом «Стихия воды» (другий альбом з квінтологіі «Стихия»), до якого увійшло 10 композицій, серед яких пісні «МояНочь» і «Кислород». Остання потрапила в рейтинг Топ-5 композицій музичного сервісу Shazam в Україні.
6 березня на трек «Кислород» був випущений кліп про людей з альбінізмом, який за кілька днів набрав більше мільйона переглядів і потрапив у Топ-10 найпопулярніших українських відеокліпів на YouTube.
30 червня Пивоваров презентував трек «МояНочь» на головній сцені фестивалю Atlas Weekend-2017.
2 серпня Артем випускає кліп на «МояНочь», режисером якого виступив Тарас Голубков. 24 серпня, в День незалежності України, був випущений перший україномовний кліп «МояНіч».
У жовтні 2017 року виходить друга спільна робота з МОТ «Ливень».
1 грудня 2017 року вийшов четвертий альбом із назвою «Стихия огня», який є третьою частиною квінтології «Стихия».

### 2018
10 березня Пивоваров представив альбоми: «Стихия воды» і «Стихия огня» на концерті в клубі «Bel'etage».
28 березня виступив у «Палаці Україна», де проходив концерт-зйомки «Музичної Платформи» для телеканалу «Україна».
15 травня представив композицію «Провинциальный». На створення цієї пісні було витрачено майже 8 років. Трек увійшов до альбому «Стихия огня».
В червні презентував серію акустичних концертів «Под стихией».
8 червня, у Всесвітній день океанів, російський виконавець DJ Smash і Пивоваров представили спільну роботу «Сохрани».
25 червня в кінотеатрі «Оскар» відбулася четверта, фінальна зустріч Пивоварова під «Стихией музыки» з генеральним директором «Хіт ФМ» Віталієм Дроздовим. Фіналом зустрічі стала прем'єра короткометражного фільму Артема Пивоварова #Провинциальный. На показі зібралася вся творча команда фільму на чолі з режисером Тарасом Голубковим.
8 липня бере участь у Atlas Weekend 2018 з програмою «Провинциальный».
28 липня виступив на 16-му благодійному дитячому фестивалі «Чорноморські ігри» у Скадовську
5 серпня відбувся на фестивалі MRPL City-2018 у Маріуполі Пивоваров і Дизель з гурту Green Grey заспівали ремейк пісні «Стереосистемы», аранжований Артемом.
14 серпня виступив у фіналі конкурсу «Міс Україна Всесвіт».
6 вересня в рамках проєкту «Коли тиша заговорила» від ГО «Відчуй», Пивоваров презентував сингл «Відчуй»!.
28 вересня — прем'єра кліпу на пісню «Відчуй». У зйомках кліпу взяли участь діти з вадами слуху.

### 2019
22 лютого — презентовано сингл «No.1», який став завершальним в трилогії.
10 травня — представлено кліп на пісню «No.1» з грою слів: «No.1 — але світ один (рос. но мир один)».
9 липня — взяв участь у фестивалі Atlas Weekend.
12 липня — вийшла пісня Пивоварова з російською співачкою Йолкою із назвою «В кожному з нас». Пісня вийшла двома мовами і стала для Йолки першою українською піснею за тривалий час.
25 серпня — виступив у фіналі «Хіт-конвеєр 2019» від М2, який проходив на Співочому полі в Києві.
20 вересня — реліз пісні «2000».
22 вересня — виступ у фіналі «Міс Україна 2019».
8 листопада — вийшов четвертий альбом артиста — «Земной», який став третьою частиною квінтологіі «Стихия».
26 листопада — презентація документального фільму «Земной» про те, як пройшов найважливіший рік у кар'єрі Артема.
30 листопада — Пивоваров вперше виступив на M1 Music Awards.

### 2020
У березні було оголошено, що Пивоваров мав виступити на премії YUNA.
15 квітня — виступ на благодійному онлайн-марафоні #РазомВдома.
10 липня відбувся реліз кліпу на пісню Дежавю.

### 2021
16 квітня Пивоваров представив російськомовний кліп на пісню «Рандеву», а 30 квітня україномовний.
У листопаді було представлено пісню «Міраж».

### 2022
Після повномасштабного вторгнення росіян 24 лютого Артем почав співати українською мовою й долучився до збору коштів на потреби ЗСУ на благодійних концертах. У червні Артем із Надією Дорофєєвою випустив пісню «Думи».
У серпні з Ольгою Поляковою опублікував трек «Тішся».
У листопаді з NK випустив пісню «Там у тополі».
26 грудня відбувся реліз пісні «Маніфест».

### 2023
У березні відбувся реліз альбому-компіляції проєкту «Твої вірші, Мої ноти».
Пивоваров став тренером шоу «Голос країни 13», в жовтні заявив про вихід спільної пісні з учасниками шоу «Голос Країни 13».

### 2024
19 квітня відбувся концертний реліз пісні «Барабан», який став першим концертом для Клавдії Петрівни. 25 квітня відбувся реліз кліпу на пісню.
2 жовтня відбувся реліз останньої пісні з проєкту «Твої вірші, Мої ноти» «Ніч яка місячна».
25 жовтня відбулася прем'єра першого кліпу проєкту «ВІРШІНШІ» «Сьогодні».
28 листопада відбувся реліз лідсинглу «Так ніхто не кохав» з Максом Барських, а 29 листопада другої частини альбому «Твої вірші, Мої ноти».

## Інші проєкти
20 жовтня 2016 року Пивоваров представив російськомовний інтернет-серіал про сучасну музику і її творців із назвами Unknown («Неизвестный»). Це серіал про людей, які створюють музику, але при цьому залишаються в тіні виконавців.
6 лютого 2020 року Артем Пивоваров музично озвучив «Триолет» Івана Франка в аудіоверсії книги пригодницької історичної драми «Плеяда». «Плеяда» — це загальнонаціональний мультиформатний проєкт. Його основою є художній серіал з 10-ти епізодів, присвячених окремій особистості.

## Дискографія

### Студійні альбоми
| №   | Назва                                  | Тривалість |
| --- | -------------------------------------- | ---------- |
| 1.  | «Америка»                              | 3:20       |
| 2.  | «До встречи»                           | 3:24       |
| 3.  | «Легче»                                | 4:01       |
| 4.  | «Жаркое лето»                          | 3:19       |
| 5.  | «Напиши»                               | 3:40       |
| 6.  | «Искать»                               | 3:29       |
| 7.  | «Нам не вернуть»                       | 3:53       |
| 8.  | «У тебя есть я, у меня есть ты»        | 3:42       |
| 9.  | «Ресницы»                              | 4:17       |
| 10. | «Родная»                               | 5:43       |
| 11. | «Мантра»                               | 4:58       |
| 12. | «Зачем?» (Нервы feat. Артём Пивоваров) | 4:23       |
| 13. | «Стереосистема» (Cover)                | 3:44       |
|     |                                        | 49:13      |

| №   | Название                      | Длительность |
| --- | ----------------------------- | ------------ |
| 1.  | «Нирвана»                     | 3:27         |
| 2.  | «Мы молоды»                   | 3:45         |
| 3.  | «Океан»                       | 4:35         |
| 4.  | «Зависимы»                    | 3:23         |
| 5.  | «Космос»                      | 3:35         |
| 6.  | «Анна»                        | 3:34         |
| 7.  | «Собирай меня»                | 3:54         |
| 8.  | «Подними себя» (feat. SunSay) | 2:16         |
| 9.  | «Выдыхай» (feat. SunSay)      | 3:26         |
| 10. | «Цунами»                      | 5:13         |
| 11. | «Хвилини»                     | 3:58         |
|     |                               | 39:06        |

| №   | Назва                           | Тривалість |
| --- | ------------------------------- | ---------- |
| 1.  | «Кислород»                      | 4:11       |
| 2.  | «На глубине»                    | 3:10       |
| 3.  | «Меридианы» (feat. Влади)       | 3:45       |
| 4.  | «Сойти с ума»                   | 3:38       |
| 5.  | «Моя ночь»                      | 3:16       |
| 6.  | «Огонь и я» (feat. Кравц & 813) | 3:40       |
| 7.  | «Говори»                        | 3:52       |
| 8.  | «Стихия»                        | 3:54       |
| 9.  | «Джунгли»                       | 3:49       |
| 10. | «Иду»                           | 3:37       |
|     |                                 | 34:52      |

| №   | Назва                        | Тривалість |
| --- | ---------------------------- | ---------- |
| 1.  | «Полнолуние»                 | 3:33       |
| 2.  | «Эластично»                  | 3:42       |
| 3.  | «Что ты имела в виду?»       | 2:16       |
| 4.  | «Провинциальный»             | 3:40       |
| 5.  | «Тело»                       | 4:00       |
| 6.  | «Миру — мир!»                | 3:16       |
| 7.  | «Оставайся собой»            | 4:14       |
| 8.  | «Хаос» (feat. Anacondaz)     | 3:32       |
| 9.  | «Паранормал» (feat. Fenoman) | 4:11       |
| 10. | «Моно» (feat. Бакей)         | 3:10       |
|     |                              | 34:14      |

| №   | Назва                          | Тривалість |
| --- | ------------------------------ | ---------- |
| 1.  | «No.1»                         | 3:26       |
| 2.  | «Карма»                        | 4:07       |
| 3.  | «Дом»                          | 3:23       |
| 4.  | «2000»                         | 3:53       |
| 5.  | «Дежавю»                       | 4:04       |
| 6.  | «Позови»                       | 4:04       |
| 7.  | «В каждом из нас» (feat. Ёлка) | 4:46       |
| 8.  | «Оазис»                        | 3:52       |
| 9.  | «Мимо меня»                    | 3:48       |
| 10. | «Мои стихи, твои ноты»         | 3:53       |
|     |                                | 37:16      |

### Мініальбоми
| Назва                                    | Інформація                                                                              | Примітки |
| ---------------------------------------- | --------------------------------------------------------------------------------------- | --- |
| Городские слухи (feat. Миша Крупин) — EP | - Реліз: 28 квітня 2017 - Лейбл: Sony Music Entertainment - Формат: Цифрова дистрибуція | - Трек-лист \| № \| Назва \| Тривалість \| \| -- \| --------------------------------- \| ---------- \| \| 1. \| «Анна» (feat. Миша Крупин) \| 3:34 \| \| 2. \| «Доброе утро» (feat. Миша Крупин) \| 3:57 \| \| 3. \| «Одну» (feat. Миша Крупин) \| 2:59 \| \| 4. \| «Море» (feat. Миша Крупин) \| 3:29 \| \| 5. \| «Море» (Sorry4 Remix) \| 3:25 \| \| 6. \| «Анна» (DJ Kiev.Pills Remix) \| 4:06 \| \| \| \| 20:10 \| |
| №                                        | Назва                                                                                   | Тривалість |
| 1.                                       | «Анна» (feat. Миша Крупин)                                                              | 3:34 |
| 2.                                       | «Доброе утро» (feat. Миша Крупин)                                                       | 3:57 |
| 3.                                       | «Одну» (feat. Миша Крупин)                                                              | 2:59 |
| 4.                                       | «Море» (feat. Миша Крупин)                                                              | 3:29 |
| 5.                                       | «Море» (Sorry4 Remix)                                                                   | 3:25 |
| 6.                                       | «Анна» (DJ Kiev.Pills Remix)                                                            | 4:06 |
|                                          |                                                                                         | 20:10 |

### Офіційні сингли
| №  | Сингл                      | Альбом               | Рік  |
| -- | -------------------------- | -------------------- | ---- |
| 1  | «Родная»                   | Космос               | 2013 |
| 2  | «Легче»                    | Космос               | 2014 |
| 3  | «Мы молоды»                | Океан                | 2015 |
| 4  | «Собирай меня»             | Океан                | 2015 |
| 5  | «Зависимы»                 | Океан                | 2015 |
| 6  | «Стихия»                   | Стихия воды          | 2016 |
| 7  | «На глубине»               | Стихия воды          | 2016 |
| 9  | «Кислород»                 | Стихия воды          | 2017 |
| 10 | «Анна» (feat. Миша Крупин) | Городские слухи — EP | 2017 |
| 11 | «Моя ночь»                 | Стихия огня          | 2017 |
| 12 | «Полнолуние»               | Стихия огня          | 2017 |
| 13 | «Провинциальный»           | Стихия огня          | 2018 |
| 15 | «№ 1»                      | Земной               | 2019 |
| 16 | «2000»                     | Земной               | 2019 |
| 17 | «Дом»                      | Земной               | 2019 |
| 18 | «Дежавю» / «Позови»        | Земной               | 2020 |
| 19 | «Рандеву»                  | без альбому          | 2021 |
| 20 | «Мираж»                    | без альбому          | 2021 |

### Промосингли
| №  | Сингл                             | Альбом      | Рік  |
| -- | --------------------------------- | ----------- | ---- |
| 1  | «Океан»                           | Океан       | 2014 |
| 2  | «Мы молоды»                       | Океан       | 2015 |
| 3  | «Собирай Меня»                    | Океан       | 2015 |
| 4  | «Зависимы»                        | Океан       | 2015 |
| 5  | «Стихия»                          | Стихия воды | 2016 |
| 6  | «На Глубине»                      | Стихия воды | 2016 |
| 7  | «Делай свое дело» (feat. Не Люди) | без альбому | 2016 |
| 8  | «Кислород»                        | Стихия воды | 2017 |
| 9  | «Говори»                          | Стихия воды | 2017 |
| 10 | «Моя ночь»                        | Стихия огня | 2017 |
| 11 | «Эластично»                       | Стихия огня | 2018 |
| 12 | «Полнолуние»                      | Стихия огня | 2018 |
| 13 | «Провинциальный»                  | Стихия огня | 2018 |
| 14 | «Відчуй»                          | без альбому | 2018 |
| 15 | «Мимо меня»                       | Земной      | 2018 |
| 16 | «Карма»                           | Земной      | 2018 |
| 17 | «No.1»                            | Земной      | 2019 |
| 18 | «В каждом из нас» (feat. Ёлка)    | Земной      | 2019 |
| 19 | «ВідЗоріДоЗорі»                   | без альбому | 2020 |
| 20 | «Дом»                             | Земной      | 2020 |

### Проєкт «Твої вірші, мої ноти»
| №  | Сингл                                                                           | Вірш                                                         | Автор                 | Реліз             |
| -- | ------------------------------------------------------------------------------- | ------------------------------------------------------------ | --------------------- | ----------------- |
| 1  | «Тріолет» (Артем Пивоваров)                                                     | «Тріолет» (1880)                                             | Іван Франко           | 9 березня 2021    |
| 2  | «Мій Рай» (Артем Пивоваров)                                                     | «Мій Рай» (1868)                                             | Михайло Старицький    | 13 березня 2021   |
| 3  | «Минають дні, минають ночі» (Артем Пивоваров feat. Yarmak)                      | «Минають дні, минають ночі» (1845)                           | Тарас Шевченко        | 18 травня 2021    |
| 4  | «Арфами» (Артем Пивоваров feat. Євген Хмара та Павло Шилько)                    | «Арфами, арфами…» (1914)                                     | Павло Тичина          | 24 серпня 2021    |
| 5  | «Романс» (Артем Пивоваров feat. Олег Скрипка)                                   | «Романс» (1960)                                              | Микола Вінграновський | 17 вересня 2021   |
| 6  | «Майбутність» (Артем Пивоваров feat. Kalush)                                    | «Майбутність» (1909)                                         | Григорій Чупринка     | 4 лютого 2022     |
| 7  | «Радісно/Страшно» (Артем Пивоваров feat. Лилу 45)                               | «Радісно»                                                    | Ґео Шкурупій          | 1 квітня 2022     |
| 8  | «До весни» (Артем Пивоваров feat. Злата Огнєвіч)                                | «До весни»                                                   | Богдан-Ігор Антонич   | 29 квітня 2022    |
| 9  | «Думи» (Артем Пивоваров feat. DOROFEEVA)                                        | «Думи мої, думи мої» (1840)                                  | Тарас Шевченко        | 3 червня 2022     |
| 10 | «Ой На Горі» (Артем Пивоваров)                                                  |                                                              | Народна пісня         | 8 липня 2022      |
| 11 | «Тішся» (Артем Пивоваров feat. Оля Полякова)                                    | «Тішся, дитино, поки ще маленька…» (1891)                    | Леся Українка         | 26 серпня 2022    |
| 12 | «Люлі-Люлі» (Артем Пивоваров feat. alyona alyona)                               | «Люлі-люлі»                                                  | Пантелеймон Куліш     | 30 вересня 2022   |
| 13 | «Ой На Горі» (Acoustic Version) (Артем Пивоваров feat. SHUMEI)                  |                                                              | Народна пісня         | 21 жовтня 2022    |
| 14 | «Там У Тополі» (Артем Пивоваров feat. NK)                                       | «Там тополі у полі на волі» (1916) «Де тополя росте…» (1911) | Павло Тичина          | 11 листопада 2022 |
| 15 | «Очі» (Артем Пивоваров feat. Quest Pistols)                                     | «Глянь їй в очі!» (1909)                                     | Григорій Чупринка     | 1 травня 2023     |
| 16 | «Люблю» (Артем Пивоваров feat. Маша Єфросиніна)                                 | «Люблю»                                                      | Михайло Семенко       | 25 травня 2023    |
| 17 | «Ти знаєш, що ти людина» (Артем Пивоваров)                                      | «Ти знаєш, що ти — людина» (1962)                            | Василь Симоненко      | 13 жовтня 2023    |
| 18 | «Валторна» (Артем Пивоваров feat. Команда PIVOVAROV Голос країни-13)            | «Відмикаю світанок скрипковим ключем…»                       | Ліна Костенко         | 17 листопада 2023 |
| 19 | «О, Панно!» (Артем Пивоваров & The Вуса feat. Дурнєв, Леви на джипі, Куцевалов) | «О, панно Інно» (1915)                                       | Павло Тичина          | 15 березня 2024   |
| 20 | «Барабан» (Артем Пивоваров feat. Klavdia Petrivna)                              | «Барабан печалі»                                             | Ґео Шкурупій          | 25 квітня 2024    |
| 21 | Ніч яка місячна (Артем Пивоваров feat. Kola)                                    | «Ніч яка місячна» (1870)                                     | Михайло Старицький    | 2 жовтня 2024     |
| 22 | Так ніхто не кохав (Артем Пивоваров feat. Макс Барських)                        | «Так ніхто не кохав»                                         | Володимир Сосюра      | 28 листопада 2024 |

### За участі Артема Пивоварова
| №  | Сингл                                                   | Альбом                             | Рік  |
| -- | ------------------------------------------------------- | ---------------------------------- | ---- |
| 1  | «Зачем?» (Нерви feat. Артем Пивоваров)                  | Космос                             | 2013 |
| 2  | «Выдыхай» (SunSay feat. Артем Пивоваров)                | Океан                              | 2015 |
| 3  | «Муссоны» (Мот feat. Артем Пивоваров)                   | Наизнанку (альбом Мота)            | 2016 |
| 4  | «Ливень» (Мот feat. Артем Пивоваров)                    | Добрая музыка клавиш (альбом Мота) | 2017 |
| 5  | «Магнитные глаза» (Анна Седокова feat. Артем Пивоваров) | На воле (альбом А. Седоковой)      | 2017 |
| 6  | «Меридианы» (Влади feat. Артем Пивоваров)               | Стихия воды                        | 2018 |
| 7  | «Хаос» (Anacondaz feat. Артем Пивоваров)                | Стихия огня                        | 2018 |
| 8  | «Сохрани» (Smash feat. Артем Пивоваров)                 | Viva Amnesia (альбом Smash)        | 2018 |
| 9  | «В каждом из нас» (Йолка feat. Артем Пивоваров)         | Земной                             | 2019 |
| 10 | «думи» (Dorofeeva feat. Артем Пивоваров)                | Сенси (альбом Dorofeeva)           | 2022 |

### Пісні написані для інших артистів
| №  | Сингл                                                                      | Виконавець                | Рік  |
| -- | -------------------------------------------------------------------------- | ------------------------- | ---- |
| 1  | «Моя Майя»                                                                 | ДіО.фільми                | 2015 |
| 2  | «Ты мне нужен»                                                             | Регіна Тодоренко          | 2015 |
| 3  | «Останься» У співавторстві з Максимом Фадеєвим і Ольгою Серябкіною (MOLLY) | Олег Маямі                | 2016 |
| 4  | «Бандиты»                                                                  | DSIDE BAND                | 2017 |
| 5  | «Потанцуй» У співавторстві з Надією Дорофеєвою                             | Юлія Ковальчук            | 2017 |
| 6  | «Увлечение» У співавторстві з Анною Сєдоковою                              | Анна Сєдокова             | 2017 |
| 7  | «Весь мир»                                                                 | Юліанна Караулова         | 2017 |
| 8  | «Лети за мной»                                                             | Юліанна Караулова         | 2017 |
| 9  | «Затуманила»                                                               | Денис Реконвальд          | 2017 |
| 10 | «Мечтай»                                                                   | Аріна Данилова feat. HARU | 2018 |
| 11 | «Выше неба»                                                                | Аріна Данилова            | 2018 |
| 12 | «Волна»                                                                    | Аріна Данилова            | 2018 |
| 13 | «Поверь мне»                                                               | DSIDE BAND                | 2019 |
| 14 | «Полуночное такси»                                                         | Діма Білан                | 2019 |
| 15 | «Мира мало»                                                                | LOBODA                    | 2019 |
| 16 | «Холодно і тепло»                                                          | Uliana Royce              | 2020 |
| 17 | «Романы»                                                                   | Філіп Кіркоров            | 2020 |
| 18 | «Don't Try to Run»                                                         | Oksana Gordeeva           | 2020 |
| 19 | «Се ля ви»                                                                 | Альбіна Джанабаєва        | 2020 |
| 20 | «Неоновая ночь»                                                            | Діма Білан                | 2020 |
| 21 | «No More» У співавторстві з KERRIA                                         | KERRIA                    | 2020 |
| 22 | «Love Is Freedom»                                                          | Мята                      | 2020 |
| 23 | «V/V»                                                                      | ABBASOV                   | 2020 |
| 24 | «Sayounara»                                                                | Uliana Royce              | 2020 |
| 25 | «Dreams»                                                                   | Діма Білан                | 2020 |
| 26 | «Моя вода»                                                                 | ABBASOV                   | 2020 |
| 27 | «Покохала»                                                                 | Uliana Royce              | 2020 |
| 28 | «Сердце»                                                                   | Діма Білан                | 2020 |
| 29 | «Море»                                                                     | ABBASOV                   | 2020 |
| 30 | «Вместе до луны»                                                           | ABBASOV                   | 2021 |
| 31 | «Мои правила»                                                              | Uliana Royce              | 2021 |
| 32 | «Диктофон»                                                                 | Анна Тринчер              | 2021 |
| 33 | «ТЕТ-А-ТЕТ» У співавторстві з Наталією Медведєвою                          | Наталія Медведєва         | 2021 |
| 34 | «Бесконечно»                                                               | ABBASOV                   | 2021 |
| 35 | «Любимы мой человек»                                                       | ТО-МА                     | 2021 |

## Відеографія
| Кліп                                           | Режисер                          | Альбом                 | Рік  |
| ---------------------------------------------- | -------------------------------- | ---------------------- | ---- |
| - Родная                                       | Артем Пивоваров                  | Космос                 | 2013 |
| - Легче                                        | Артем Пивоваров и Сергій Маценко | Космос                 | 2014 |
| - Мы молоды                                    | Олександр Одуванчіков            | Океан                  | 2015 |
| - Собирай меня                                 | Олександр Одуванчіков            | Океан                  | 2015 |
| - Зависимы                                     | Тарас Голубков                   | Океан                  | 2015 |
| - Муссоны Мот feat. Артем Пивоваров            | Катя Як                          | Наизнанку(альбом Мота) | 2016 |
| - Стихия                                       | Леонід Колосовський              | Стихия воды            | 2016 |
| - На глубине                                   | Тарас Голубков                   | Стихия воды            | 2016 |
| - Делай своё дело feat. Не Люди                | Діма Маніфест и Дмитро Шмурак    | без альбому            | 2016 |
| - Кислород                                     | Тарас Голубков                   | Стихия воды            | 2017 |
| - Моя ночь                                     | Тарас Голубков                   | Стихия воды            | 2017 |
| - Полнолуние                                   | Діма Маніфест и Дмитро Шмурак    | Стихия воды            | 2018 |
| - Провинциальный                               | Тарас Голубков                   | Стихия воды            | 2018 |
| - Відчуй                                       | Тарас Голубков                   | без альбому            | 2018 |
| - Карма                                        | Тарас Голубков                   | Земной                 | 2018 |
| - № 1                                          | Тарас Голубков                   | Земной                 | 2019 |
| - В каждом из нас feat. Йолка                  | Максим Серіков, Максим Басист    | Земной                 | 2019 |
| - 2000                                         | Тарас Голубков                   | Земной                 | 2019 |
| - Дом                                          | Тарас Голубков                   | Земной                 | 2019 |
| - Дежавю / Позови                              | Тарас Голубков                   | Земной                 | 2019 |
| - Мои стихи, твои ноты (Animation Music Video) | Savka                            | Земной                 | 2020 |
| - Рандеву                                      | Тарас Голубков                   | без альбому            | 2021 |
| - Мираж                                        | Тарас Голубков                   | без альбому            | 2021 |

## Премії та номінації
| Рік  | Премія                | Номінація                                        | Робота                                                       | Результат |
| ---- | --------------------- | ------------------------------------------------ | ------------------------------------------------------------ | --------- |
| 2019 | M1 Music Awards       | Прорив року                                      | No. 1                                                        | Номінація |
| 2019 | Музична платформа     | Найкраща пісня року                              | 2000                                                         | Перемога  |
| 2020 | Top Hit Music Awards  | Прорив року                                      | Н/Д                                                          | Перемога  |
| 2020 | Top Hit Music Awards  | Зліт року YouTube Ukraine                        | Н/Д                                                          | Перемога  |
| 2020 | Музична платформа     | Найкраща пісня року                              | Дежавю                                                       | Перемога  |
| 2021 | Top Hit Music Awards  | Найкращий виконавець на радіо                    | Н/Д                                                          | Перемога  |
| 2021 | Top Hit Music Awards  | Найкращий виконавець YouTube Ukraine             | Н/Д                                                          | Перемога  |
| 2021 | Top Hit Music Awards  | Пісня року (чоловічий вокал)                     | Дежавю                                                       | Перемога  |
| 2021 | Top Hit Music Awards  | Пісня року (чоловічий вокал)                     | Рандеву                                                      | Перемога  |
| 2021 | Top Hit Music Awards  | Відеокліп року (чоловічий вокал) YouTube Ukraine | Дежавю                                                       | Перемога  |
| 2021 | YUNA                  | Найкращий виконавець                             | Н/Д                                                          | Номінація |
| 2021 | YUNA                  | Найкраща пісня                                   | Дежавю                                                       | Перемога  |
| 2021 | YUNA                  | Найкращий альбом                                 | Земной                                                       | Номінація |
| 2021 | Українська пісня року | Надія української пісні                          | Дежавю                                                       | Перемога  |
| 2021 | Музична платформа     | Найкраща пісня року                              | Чому (разом з Олександром Пономарьовим, DZIDZIO та Alekseev) | Перемога  |
| 2022 | Українська пісня року | Надія української пісні                          | Рандеву                                                      | Перемога  |
| 2022 | YUNA                  | Найкращий виконавець                             | Н/Д                                                          | Перемога  |
| 2022 | YUNA                  | Найкраща пісня                                   | Рандеву                                                      | Номінація |
| 2022 | YUNA                  | Найкращий дует / колаборація                     | Чому (разом з Олександром Пономарьовим, DZIDZIO та Alekseev) | Номінація |
| 2022 | YUNA                  | Найкращий відеокліп                              | Рандеву                                                      | Номінація |
| 2022 | YUNA                  | Найкраще концертне шоу                           | Стихійна акустика                                            | Номінація |

- 2022 — Орден «За заслуги» III ст.[72]
- 2025 — Заслужений артист України[4]